# 电凝
电凝（英語：Electrocoagulation，EC），被用于废水、工业污水和医疗处理。电凝近年来发展迅速，因為其能够去除其他过滤或化学处理技术很难处理的乳化油、总石油烃类物质、顽固有机物、懸浮固體和重金属等汙染。现有众多廠牌的电凝设备，設備的複雜程度從简单的基于阴阳电极之电凝技术，延伸到能对电极電位、钝化效应、阳极消耗、细胞氧化还原电位进行调控，甚至加入超聲波、紫外光、各种气体和反应物等对顽固有机物质进行高级氧化过程。

## 医疗处理
通过极细的探针或其他传递方式向探针附近组织传导无线电波。组织内分子被引导震动而导致温度快速升高，而使组织内蛋白质凝结，有效地杀死组织。在高功率应用场景中，完全的组织脱水干燥也是可能的。

## 水处理
结合最新的技术、减少用电消耗和电源设备小型化，电凝系统现在成为全球水处理厂和工业水处理经济的解决方案。

### 背景
电凝的「电」指對於水施加电荷，「凝」指透過改变微粒表面的电荷，使悬浮物形成聚合。电凝是一种先进和经济的水处理方式。它能有效地去除小於微米级的懸浮固體，打破油脂或乳膠等乳浊液，氧化並去除重金属，而无需使用过滤和额外添加化学物质。
已知水处理技术包括硝化生物处理、去硝化处理、磷元素去除，以及一些需要额外添加化学药剂的物理化学处理过程。常用的物理化学处理方法有过滤、空氣氣提、离子交换、化学沉淀、化学氧化、活性炭吸收、超滤（UF）、逆滲透（RO）、电渗析、蒸馏和气体气提等。

### 效益
- 机械过滤只能處理污水中的两类问题：直径大于30微米的懸浮固體，和游离的油脂。乳化的油和油脂会导致过滤介质失去功能，并产生高额的维护费用。而电凝能够去除任何大小的懸浮固體（包括大于30微米的有害性颗粒和重金属，其会磨损压力净化装置并导致环境和人员伤害）。
- 化学处理方法可解决懸浮固體、油类和脂类，以及一些重金属汙染。但是可能需要最多三次聚合物調整和多次酸碱度调整，以便下一步处置。此类技术要求额外添加化学制剂，导致成本上升、二次污染以及密集的劳动力。这类技术也额外要求压缩空气使得凝聚的污染物漂浮。原则上过滤技术是必要的后续处理过程。而电凝技术不需要过滤、不需要日常维护、不需要额外添加化学物质，能直接去除任意大小的懸浮固體、油类、脂类和重金属。

### 优势
- 电凝技术只需要简单的设备。经由充分培训的操作员能够应付使用中碰到的大多数问题。
- 电凝技术能够提供纯净、无色、无嗅、可口的饮用水。
- 电凝所形成的泥浆，跟传统的氧化铝或氧化铁泥浆相比较，很容易被处置并且能够轻易脱水。因为主要的金属氧化物或氢氧化物没有剩余的电荷。
- 电凝产生的絮凝产物跟化学絮凝产物相比一般更大，含更少束缚水、除此之外，在抗酸性、稳定性上类似，也能很快地被过滤去除。[3]
- 跟化学处理，尤其是跟产生氢氧化物的化学处理方法相比，电凝过程中排放物含有更少的总溶解固体（TDS）。如果这些水需要被再次使用，很低的TDS水平会减低水质恢复成本。
- 电凝过程能够去除最小的胶体颗粒，因为电场中和了任何剩余的电荷，使得絮凝易于发生。[4]
- 电凝过程总体上避免了化学制剂的滥用从而没有了中和额外化学制剂的步骤，以及添加高浓度化学制剂可能导致的二次污染。
- 电解所产生的气泡通常会携带污染物质到溶液上层，这非常容易浓缩、收集和使用机械打捞装置去除。
- 电凝单元中的电解过程由电控制，没有机械部件，因此维护成本极低。
- 在进入水中添加次氯酸钠有助于降低生化需氧量（BOD）和化学需氧量（COD）。如果廢水含有高水平的有機化合物或溶解铵根（NH4+），則不應加入次氯酸钠，以免產生三卤甲烷（THMs）或其它有机氯化合物。次氯酸钠可使用电氯化器产生。[5]
- 由于电凝能够优异地去除悬浮颗粒，以及电凝操作的简单易行，美国海军研究所进行的一项测试表明，电凝技术最为理想的使用场景为作为「超滤/逆渗透」和「微滤/逆渗透」多层膜处理系统的预处理设备。电凝技术为低压膜提供了保护。电凝在去除膜孔污垢方面也效果显著（譬如二氧化硅、碱土金属氢氧化物和过渡的金属群），这些是单一化学制剂无法去除的。